# Halicyclops wilsoni
Halicyclops wilsoni – gatunek widłonoga z rodziny Halicyclopidae. Opisali go w 1985 roku biolodzy M.S. Mahoon i Z. Zia.